# جوسيف غراسي
جوسيف غراسي (بالألمانية: Josef Mathias Grassi)‏ هو رسام نمساوي، ولد في 22 أبريل 1757 في فيينا في النمسا، وتوفي في 7 يناير 1838 في درسدن في ألمانيا.